# Diana Buzoianu
Diana-Anda Buzoianu (n. 16 mai 1994, Brașov, România) este o deputată română, aleasă în decembrie 2020 și 2024, pe listele Uniunii Salvați România (USR). Din 2025 este ministrul Mediului, Apelor și Pădurilor.

## Biografie

### Educație
Diana Buzoianu a terminat liceul la Colegiul Național Mihai Viteazu din Slobozia. Ulterior a absolvit Facultatea de Drept din cadrul Universitații din București, fiind licențiată în anul 2017. Este membră a Baroului București din anul 2017. Din anul 2019 a fost înscrisă în tabloul avocaților definitivi cand a absolvit cursurile INPPA. Din ianuarie 2021 și-a suspendat calitatea de avocat.
În anul 2018 a devenit expertă IAPP (International Association of Privacy Proffesionals) și a obținut atestatul CIPP/E (Certified Information Privacy Professional).

### Activitate profesională
Diana Buzoianu este avocat definitiv și are experiență în protecția datelor, drept comercial și drept imobiliar.

### Activitate politică
Din decembrie 2020 ocupă poziția de deputată în cadrul Parlamentului României în legislatura 2020-2024. Ea a fost aleasă in decembrie 2020, în circumscripția electorala nr.42 București, pe listele Alianței USRPLUS.
Din anul 2018 a fost membru în cadrul PLUS (Partidul Libertate, Unitate și Solidaritate) și președinte al organizației din Sectorul 1. După fuziunea dintre PLUS și USR (Uniunea Salvați România) a candidat și a fost aleasă ca vice-președintă a Biroului Municipal al USR. Începând cu 23 iunie 2025, este ministrul Mediului, Apelor și Pădurilor în guvernul Bolojon.

#### Inițiative legislative și activitate în Parlament
Diana Buzoianu este membră în Comisiei de tehnologia informației și comunicațiilor Arhivat în 11 octombrie 2022, la Wayback Machine. și în Comisia pentru mediu și echilibru ecologic Arhivat în 11 octombrie 2022, la Wayback Machine.. În luna octombrie 2022 a fost votată Vicepreședinte în cadrul Comisiei pentru mediu și echilibru ecologic.

În cadrul Parlamentului a inițiat mai multe proiecte legislative printre care: Legea interoperabilității (Legea 242/2022) - promulgată, Legea nomazilor digitali (Legea 22/2022) - promulgată, Arborii remarcabili (PLX 494/2021) - în dezbatere la comisii, Risipa alimentară (în dezbatere la camera decizională). 
Lista cu toate proiectele inițiate:
| Nr. crt. | PL înregistrat la  | PL înregistrat la | Titlu | Stadiu                                                                |
| Nr. crt. | Camera Deputaților | Senat             | Titlu | Stadiu                                                                |
| 1        | 102/16.02.2021     | L29/2021          | Propunere legislativă pentru abrogarea Cap.XI din Legea nr.96/2006 privind statutul deputațillor și al senatorilor | respinsa definitiv                                                    |
| 2        | 118/09.03.2021     |                   | Propunere legislativă pentru modificarea și completarea Legii nr.96/2006 privind Statutul deputaților și al senatorilor | la comisii                                                            |
| 3        | 150/14.04.2021     |                   | Propunere legislativă pentru ratificarea Protocolului opțional la Convenția privind drepturile persoanelor cu dizabilități, adoptat la New York de Adunarea Generală a Organizației Națiunilor Unite la 13 decembrie 2006, și semnat de România la 25 septembrie 2008 | retrasa de catre initiator                                            |
| 4        | 156/19.04.2021     | B251/2021         | Propunere legislativă pentru abrogarea art.210 din Ordonanța de urgență a Guvernului nr.57/2019 privind Codul administrativ | procedura legislativa încetata                                        |
| 5        | 159/19.04.2021     | L398/2021         | Propunere legislativă pentru completarea art.94 la Legea educației naționale nr.1 din 5 ianuarie 2011 | respinsa definitiv                                                    |
| 6        | 160/19.04.2021     | L426/2021         | Propunere legislativă pentru completarea și modificarea Ordonanței de Urgență a Guvernului nr.57/2019 privind Codul administrativ | respinsa definitiv                                                    |
| 7        | 171/26.04.2021     | L182/2021         | Propunere legislativă privind desființarea Institutului Revoluției Române din Decembrie 1989 | procedura legislativa încetata                                        |
| 8        | 172/26.04.2021     | L390/2021         | Propunere legislativă pentru modificarea art.202 alin. (1) lit.b) din Legea Educației Naționale nr.1/2011 | Lege 9/2022                                                           |
| 9        | 200/17.05.2021     | L470/2021         | Propunere legislativă pentru modificarea Legii 176/2010 privind integritatea în exercitarea funcțiilor și demnităților publice, pentru modificarea și completarea Legii nr.144/2007 privind înființarea, organizarea și funcționarea Agenției Naționale de Integritate, precum și pentru modificarea și completarea altor acte normative                                                                  | la Senat                                                              |
| 10       | 214/19.05.2021     | L154/2021         | Propunere legislativă pentru completarea Legii nr.55/2020 privind unele măsuri pentru prevenirea și combaterea efectelor pandemiei de COVID -19 | Lege 221/2021                                                         |
| 11       | 215/25.05.2021     | L250/2021         | Propunere legislativă pentru modificarea și completarea Legii educației naționale 1/2011 | în reexaminare la Senat                                               |
| 12       | 216/25.05.2021     | L468/2021         | Propunere legislativă pentru modificarea și completarea Legii educației naționale 1/2011 | Lege 224/2022                                                         |
| 13       | 225/25.05.2021     |                   | Propunere legislativă pentru modificarea și completarea Legii nr.96/2006 privind Statutul deputaților și al senatorilor | la comisii                                                            |
| 14       | 233/02.06.2021     | L129/2021         | Proiect de Lege pentru modificarea și completarea Legii nr.95/2006 privind reforma în domeniul sănătății | raport depus                                                          |
| 15       | 241/02.06.2021     | L105/2021         | Proiect de Lege pentru modificarea unor acte normative privind raporturile de muncă | Lege 269/2021                                                         |
| 16       | 252/07.06.2021     | L90/2021          | Propunere legislativă pentru modificarea și completarea art.229 din Legea nr.71/2011 pentru punerea în aplicare a Legii nr.287/2009 privind Codul civil | la comisii                                                            |
| 17       | 287/28.06.2021     | L182/2021         | Proiect de Lege privind desființarea Institutului Revoluției Române din Decembrie 1989 | la comisii                                                            |
| 18       | 292/28.06.2021     | L107/2021         | Proiect de Lege pentru modificarea și completarea Legii nr.17/2014 privind unele măsuri de reglementare a vânzării terenurilor agricole situate în extravilan și de modificare a Legii nr.268/2001 privind privatizarea societăților ce dețin în administrare terenuri proprietate publică și privată a statului cu destinație agricolă și înființarea Agenției Domeniilor Statului                       | la comisii                                                            |
| 19       | 298/30.06.2021     | L156/2021         | Proiect de Lege pentru modificarea și completarea Legii nr.448/2006 privind protecția și promovarea drepturilor persoanelor cu handicap | la comisii                                                            |
| 20       | 314/01.09.2021     | L409/2021         | Propunere legislativă pentru completarea Legii nr.550 din 2004 privind organizarea și funcționarea Jandarmeriei Române și pentru modificarea și completarea Ordonanței de urgență a Guvernului nr.195 din 2002 privind circulația pe drumurile publice | procedura legislativa încetata                                        |
| 21       | 328/14.09.2021     | L527/2021         | Propunere legislativă pentru abrogarea art.210 din Ordonanța de urgență a Guvernului nr.57/2019 privind Codul administrativ | la Senat                                                              |
| 22       | 370/20.09.2021     | L197/2021         | Proiect de Lege pentru abrogarea Legii nr.133/2019 pentru înființarea Agenției pentru Calitatea și Marketingul Produselor Agroalimentare | respins definitiv                                                     |
| 23       | 371/20.09.2021     | L198/2021         | Proiect de Lege pentru modificarea art.1062 din OUG nr.195/2002 privind circulația pe drumurile publice | la comisii                                                            |
| 24       | 372/20.09.2021     | L202/2021         | Proiect de Lege privind facilitarea accesului la educație a tinerelor din medii defavorizate și sprijinirea unor persoane fără adăpost prin acordarea unui stimulent financiar pentru procurarea de produse de igienă | la comisii                                                            |
| 25       | 373/20.09.2021     | L203/2021         | Proiect de Lege pentru modificarea și completarea unor acte normative în vederea desfășurării activității în calitate de asistent maternal profesionist, asistent personal al persoanei cu handicap grav și asistent personal profesionist | la comisii                                                            |
| 26       | 374/20.09.2021     | L204/2021         | Proiect de Lege pentru modificarea și completarea Ordonanței de urgență 19/2006 privind utilizarea plajei Mării Negre și controlul activităților desfășurate pe plajă | Lege 56/2022                                                          |
| 27       | 376/20.09.2021     | L238/2021         | Proiect de Lege pentru completarea art.187 din Legea nr.95/2006 privind reforma în domeniul sănătății | la comisii                                                            |
| 28       | 397/27.09.2021     | L266/2021         | Proiect de Lege pentru modificarea Legii nr.61/1993 privind alocația de stat pentru copii | la comisii                                                            |
| 29       | 403/27.09.2021     | L298/2021         | Propunere legislativă pentru modificarea și completarea Legii nr.52/2003 privind transparența decizională în administrația publică | la comisii                                                            |
| 30       | 422/04.10.2021     | L241/2021         | Proiect de Lege pentru modificarea și completarea Ordonanței de urgență a Guvernului nr.194/2002 privind regimul străinilor în România | Lege 22/2022                                                          |
| 31       | 432/11.10.2021     | L32/2022          | Propunere legislativă privind exercitarea profesiei de asistent în educație timpurie, precum și pentru modificarea și completarea unor acte normative | la Senat                                                              |
| 32       | 433/11.10.2021     | L553/2021         | Propunere legislativă pentru modificarea și completarea Ordonanței de urgență nr.33/2007 privind organizarea și funcționarea Autorității Naționale de Reglementare în Domeniul Energiei | Lege 221/2022                                                         |
| 33       | 436/11.10.2021     | L294/2021         | Proiect de Lege pentru modificarea art.291 alin.(3) lit.a.) din Legea nr.227/2015 privind Codul fiscal | Lege 291/2021                                                         |
| 34       | 447/11.10.2021     | L259/2021         | Proiect de Lege pentru modificarea și completarea Ordonanței de urgență a Guvernului nr.193/2002 privind introducerea sistemelor moderne de plată | Lege 128/2022                                                         |
| 35       | 448/11.10.2021     | L267/2021         | Proiect de Lege pentru completarea art.6 din Legea nr.61/1993 privind alocația de stat pentru copii | la comisii                                                            |
| 36       | 449/11.10.2021     | L293/2021         | Proiect de Lege pentru completarea Ordonanței de urgență a Guvernului nr.44/2008 privind desfășurarea activităților economice de către persoanele fizice autorizate, întreprinderile individuale și întreprinderile familiale | Lege 125/2022                                                         |
| 37       | 450/11.10.2021     | L296/2021         | Proiect de Lege pentru modificarea art.6 alin.(9) din Legea educației fizice și sportului nr.69/2000 | în reexaminare la Senat                                               |
| 38       | 452/11.10.2021     | L343/2021         | Proiect de Lege pentru modificarea art.1 alin.(2) din Ordonanța de urgență a Guvernului nr.83/2000 privind organizarea și funcționarea cabinetelor de liberă practică pentru servicii publice conexe actului medical | la comisii                                                            |
| 39       | 456/11.10.2021     | L262/2021         | Propunere legislativă pentru completarea art.456 alin.(2) din Legea 227 din 2015 privind Codul fiscal | la comisii                                                            |
| 40       | 458/11.10.2021     | L364/2021         | Propunere legislativă pentru modificarea și completarea art.34 din Legea nr.53/2003 privind Codul muncii | Lege 144/2022                                                         |
| 41       | 460/11.10.2021     | L370/2021         | Propunere legislativă pentru modificarea Legii nr.95/2006 privind reforma în domeniul sănătății, republicată | la comisii                                                            |
| 42       | 493/18.10.2021     | L342/2021         | Proiect de Lege pentru completarea Legii nr.95/2006 privind reforma în domeniul sănătății | Lege 65/2022                                                          |
| 43       | 494/18.10.2021     | L348/2021         | Proiect de Lege privind protecția arborilor remarcabili | la comisii                                                            |
| 44       | 495/18.10.2021     | L352/2021         | Proiect de Lege pentru modificarea și completarea Legii nr.95/2006 privind reforma în domeniul sănătății | la promulgare                                                         |
| 45       | 496/18.10.2021     | L353/2021         | Proiect de Lege privind gestionarea deșeurilor de medicamente provenite de la populație, precum și pentru modificarea și completarea unor acte normative în domeniu | la comisii                                                            |
| 46       | 498/18.10.2021     | L363/2021         | Proiect de Lege pentru modifcarea art.291 alin.(3) din Legea nr.227/2015 privind Codul fiscal | la comisii                                                            |
| 47       | 517/25.10.2021     | L339/2021         | Proiect de Lege privind modificarea și completarea Legii nr.241/2005 pentru prevenirea și combaterea evaziunii fiscale | la comisii                                                            |
| 48       | 522/25.10.2021     | L358/2021         | Proiect de Lege privind desființarea Academiei Oamenilor de Știință din România | respins definitiv                                                     |
| 49       | 535/25.10.2021     | L372/2021         | Proiect de Lege pentru modificarea și completarea Legii 115/2015 pentru alegerea autorităților administrației publice locale și a Legii 208/2015 privind alegerea Senatului și a Camerei Deputaților | raport depus                                                          |
| 50       | 549/08.11.2021     | L555/2021         | Propunere legislativă pentru modificarea și completarea Ordonanței de urgență nr.33/2007 privind organizarea și funcționarea Autorității Naționale de Reglementare în Domeniul Energiei | respins definitiv                                                     |
| 51       | 569/15.11.2021     | L434/2021         | Propunere legislativă pentru modificarea și completarea Legii 46/2008 Codul Silvic | raport depus                                                          |
| 52       | 571/22.11.2021     | L409/2021         | Propunere legislativă pentru completarea Legii nr.550 din 2004 privind organizarea și funcționarea Jandarmeriei Române și pentru modificarea și completarea Ordonanței de urgență a Guvernului nr.195 din 2002 privind circulația pe drumurile publice | la comisii                                                            |
| 53       | 572/24.11.2021     | L115/2022         | Propunere legislativă pentru abrogarea alin.(71) și (72) ale art.168 din Legea educației naționale nr.1/2011 | la Senat                                                              |
| 54       | 573/24.11.2021     | L182/2022         | Propunere legislativă privind protecția avertizorilor în interes public | respinsa definitiv                                                    |
| 55       | 575/07.12.2021     | L161/2022         | Propunere legislativă privind asigurarea accesului persoanelor fizice la servicii de internet în bandă largă, la punct fix | Lege 175/2022                                                         |
| 56       | 576/07.12.2021     | L235/2022         | Propunere legislativă pentru modificarea și completarea Legii nr.35/1997 privind organizarea și funcționarea instituției Avocatul Poporului, republicată și de modificare și abrogare a unor articole din Legea nr.8/2016 privind înființarea mecanismelor prevăzute de Convenția privind drepturile persoanelor cu dizabilități                                                                          | respinsa definitiv                                                    |
| 57       | 581/07.12.2021     | L451/2021         | Proiect de Lege pentru modificarea Legii nr.227/2015 privind Codul fiscal si pentru completarea art.47 din Legea nr.207/2015 privind Codul de procedura fiscala | Lege 252/2022                                                         |
| 58       | 590/07.12.2021     | L465/2021         | Propunere legislativă pentru modificarea și completarea Ordonanței de Urgență a Guvernului nr.226 din 30 decembrie 2020 privind unele măsuri fiscal-bugetare și pentru modificarea și completarea unor acte normative și prorogarea unor termene, publicată în Monitorul Oficial al României, nr.1332 din 31 decembrie 2020                                                                               | pe ordinea de zi                                                      |
| 59       | 607/20.12.2021     | L98/2022          | Propunere legislativă pentru modificarea și completarea Legii educației naționale nr.1/2011 | procedura legislativa încetata                                        |
| 60       | 610/20.12.2021     | L540/2021         | Proiect de Lege pentru modificarea și completarea Ordonanței de urgență a Guvernului nr.158/2005 privind concediile și indemnizațiile de asigurări sociale de sănătate | Lege 73/2022                                                          |
| 61       | 8/01.02.2022       | L498/2021         | Propunere legislativă pentru modificarea și completarea Legii nr.29/2000 privind sistemul național de decorații al României și a Ordonanței de urgență a Guvernului nr.24/2008 privind accesul la propriul dosar și deconspirarea Securității | la comisii                                                            |
| 62       | 11/01.02.2022      | L478/2021         | Proiect de Lege pentru reglementarea utilizării sistemului video de monitorizare a traficului rutier și constatare automată a abaterilor rutiere pe drumurile publice | la comisii                                                            |
| 63       | 12/01.02.2022      | L538/2021         | Proiect de Lege pentru modificarea Legii nr. 227/2015 privind Codul fiscal | la comisii                                                            |
| 64       | 13/01.02.2022      | L476/2021         | Propunere legislativă pentru modificarea și completarea Legii nr.134/2010 privind Codul de procedură civilă | la comisii                                                            |
| 65       | 14/01.02.2022      | L477/2021         | Propunere legislativă pentru modificarea art.215 alin.(1) și completarea art.522 alin.(2) din Legea nr.134/2010 privind Codul de procedură civilă | retrimis la comisii                                                   |
| 66       | 46/15.02.2022      | L314/2022         | Propunere legislativă pentru modificarea art.44 alin.(9) din Legea educației naționale nr.1/2011 | la Senat                                                              |
| 67       | 66/21.02.2022      | L494/2021         | Proiect de Lege pentru modificarea și completarea Codului Penal | la comisii                                                            |
| 68       | 68/21.02.2022      | L534/2021         | Propunere legislativă pentru modificarea Legii nr.202/2006 privind organizarea și funcționarea Agenției Naționale pentru Ocuparea Forței de Muncă | pe ordinea de zi                                                      |
| 69       | 88/07.03.2022      | L562/2021         | Propunere legislativă pentru modificarea și completarea Ordonanței de urgență a Guvernului nr.195/2002 privind circulația pe drumurile publice, republicată și pentru modificarea Legii nr.286/2009 privind Codul penal | la comisii                                                            |
| 70       | 108/14.03.2022     | L42/2022          | Proiect de Lege pentru completarea art.181 din Legea educației fizice și sportului nr.69/2000 | la Secretarul general                                                 |
| 71       | 109/14.03.2022     | L43/2022          | Proiect de Lege pentru modificarea și completarea Legii locuinței nr.114/1996 | Lege 253/2022                                                         |
| 72       | 115/14.03.2022     | L46/2022          | Propunere legislativă privind desființarea Institutului de Studii Avansate pentru Cultura și Civilizația Levantului | raport depus                                                          |
| 73       | 117/14.03.2022     | L55/2022          | Propunere legislativă pentru modificarea și completarea Ordonanței de urgență a Guvernului nr.109/2011 privind guvernanța corporativă a întreprinderilor publice | la comisii                                                            |
| 74       | 121/14.03.2022     | L68/2022          | Propunere legislativă pentru completarea Ordonanței de urgență a Guvernului nr.49 din 25 iunia 2019 privind activitățile de transport alternativ cu autoturism și conducător auto | pe ordinea de zi                                                      |
| 75       | 122/14.03.2022     | L69/2022          | Propunere legislativă pentru modificarea Legii nr.38/2003 privind transportul în regim de taxi și în regim de închiriere | la comisii                                                            |
| 76       | 123/21.03.2022     | L280/2022         | Propunere legislativă pentru transparența intereselor membrilor Consiliului de Export prin completarea Legii nr.176/2010 privind integritatea în exercitarea funcțiilor și demnităților publice, pentru modificarea și completarea Legii nr.144/2007 privind înființarea, organizarea și funcționarea Agenției Naționale de Integritate, precum și pentru modificarea și completarea altor acte normative | procedura legislativa încetata                                        |
| 77       | 138/23.03.2022     | L379/2022         | Propunere legislativă pentru modificarea și completarea Legii educației naționale nr.1/2011 | Lege 277/2022                                                         |
| 78       | 149/28.03.2022     | L408/2022         | Propunere legislativă pentru modificarea și completarea Legii nr.1/2011 a educației naționale | la Senat                                                              |
| 79       | 150/28.03.2022     | L598/2022         | Propunere legislativă pentru modificarea și completarea art.168 din Legea educației naționale 1/2011 | la Senat                                                              |
| 80       | 165/04.04.2022     | L40/2022          | Proiect de Lege pentru modificarea și completarea Ordonanței de Urgență a Guvernului nr.195/2002 privind circulația pe drumurile publice | la comisii                                                            |
| 81       | 166/04.04.2022     | L82/2022          | Propunere legislativă pentru abrogarea alineatului (61) al articolului 42 din Legea serviciilor comunitare de utilități publice nr.51/2006, precum și pentru abrogarea alineatului (17) al articolului 31 din Legea serviciului de alimentare cu apă și de canalizare nr.241/2006 | la comisii                                                            |
| 82       | 169/11.04.2022     | L98/2022          | Propunere legislativă pentru modificarea și completarea Legii educației naționale nr.1/2011 | procedura legislativa încetata                                        |
| 83       | 177/11.04.2022     | L54/2022          | Proiect de Lege pentru modificarea și completarea Legii 104/2011 privind calitatea aerului înconjurător | la comisii                                                            |
| 84       | 179/11.04.2022     | L50/2022          | Propunere legislativă pentru modificarea și completarea Ordonanței de Urgență a Guvernului nr.195 din 22 decembrie 2005 privind protecția mediului | la comisii                                                            |
| 85       | 180/11.04.2022     | L53/2022          | Propunere legislativă pentru modificarea și completarea Legii societăților nr.31/1990 | la comisii                                                            |
| 86       | 183/11.04.2022     | L133/2022         | Propunere legislativă privind decontarea de către stat a unor tehnici de reproducere umană asistată medical | la comisii                                                            |
| 87       | 211/13.04.2022     | L95/2022          | Proiect de Lege privind Cazierul de mediu și Registrul național electronic de mediu | la comisii                                                            |
| 88       | 213/13.04.2022     | L140/2022         | Propunere legislativă privind anularea unor creanțe bugetare, precum și pentru modificarea art.3 alin.(5) din Ordonanța de urgență a Guvernului nr.129/2021 privind implementarea formularului digital de intrare în România | la comisii                                                            |
| 89       | 241/04.05.2022     | L106/2022         | Proiect de Lege pentru modificarea și completarea Legii nr.448/2006 privind protecția și promovarea drepturilor persoanelor cu handicap, precum și a altor acte normative | la comisii                                                            |
| 90       | 244/04.05.2022     | L132/2022         | Proiect de Lege pentru completarea Legii nr.134/2010 privind Codul de procedură civilă | Lege 192/2022                                                         |
| 91       | 273/16.05.2022     | L172/2022         | Propunere legislativă pentru modificarea art.41 al Legii nr.119/1996 cu privire la actele de stare civilă | la comisii                                                            |
| 92       | 286/18.05.2022     | L169/2022         | Proiect de Lege pentru modificarea Ordonanței de urgență a Guvernului nr.51/2008 privind ajutorul public judiciar în materie civilă | la comisii                                                            |
| 93       | 304/25.05.2022     | L217/2022         | Propunere legislativă privind protecția socială a persoanelor din Ucraina care solicită protecția statului român | la comisii                                                            |
| 94       | 305/25.05.2022     | L218/2022         | Propunere legislativă pentru completarea unor acte normative cu privire la regimul străinilor în România și încadrarea în muncă a străinilor pe teritoriul României | la comisii                                                            |
| 95       | 308/25.05.2022     | L240/2022         | Proiect de Lege pentru modificarea și completarea Legii nr.208/2015 privind alegerea Senatului și a Camerei Deputaților, precum și pentru organizarea și funcționarea Autorității Electorale Permanente | la comisii                                                            |
| 96       | 320/07.06.2022     | L98/2022          | Propunere legislativă pentru modificarea și completarea Legii educației naționale nr.1/2011 | procedura legislativa încetata                                        |
| 97       | 337/07.06.2022     | L252/2022         | Propunere legislativă pentru transparența utilizării și eficienței sumelor în cadrul Programului pentru promovarea exporturilor prin completarea Ordonanței de urgență nr.120/2002 privind aprobarea Sistemului de susținere și promovare a exportului cu finanțare de la bugetul de stat | la comisii                                                            |
| 98       | 343/14.06.2022     |                   | Propunere legislativă pentru modificarea și completarea Legii educației naționale 1/2011 | la comisii                                                            |
| 99       | 344/14.06.2022     |                   | Propunere legislativă pentru modificarea art.213 din Legea educației naționale nr.1/2011 | la comisii                                                            |
| 100      | 345/14.06.2022     | B542/2022         | Propunere legislativă pentru completarea Legii educației naționale 1/2011 | procedura legislativa încetata                                        |
| 101      | 364/14.06.2022     | L280/2022         | Proiect de Lege pentru completarea art.1 alin.(1) din Legea nr.176/2010 privind integritatea în exercitarea funcțiilor și demnităților publice, pentru modificarea și completarea Legii nr.144/2007 privind înființarea, organizarea și funcționarea Agenției Naționale de Integritate, precum și pentru modificarea și completarea altor acte normative                                                  | la comisii                                                            |
| 102      | 367/14.06.2022     | L293/2022         | Propunere legislativă pentru completarea Legii nr.227/2015 privind Codul fiscal | la comisii                                                            |
| 103      | 379/20.06.2022     | L332/2022         | Propunere legislativă pentru modificarea Legii-cadru nr.153/2017 privind salarizarea personalului plătit din fonduri publice | la comisii                                                            |
| 104      | 388/20.06.2022     | L303/2022         | Propunere legislativă pentru modificarea art.156 din Legea 85/2014 privind procedurile de prevenire a insolvenței și de insolvență | la comisii                                                            |
| 105      | 400/22.06.2022     | L271/2022         | Proiect de Lege pentru modificarea Legii nr.227/2015 privind Codul Fiscal | raport depus                                                          |
| 106      | 401/22.06.2022     | L272/2022         | Proiect de Lege pentru modificarea art.77 alin.(1)-(3) ale Legii nr.227/2015 privind Codul Fiscal | la comisii                                                            |
| 107      | 402/22.06.2022     | L273/2022         | Proiect de Lege pentru modificarea și completarea Legii nr.111/1995 privind depozitul legal de documente | la comisii                                                            |
| 108      | 412/27.06.2022     | L327/2022         | Propunere legislativă "Solidaritate cu Ucraina pentru interzicerea importului și achizițiilor intracomunitare de petrol, gaze naturale, cărbune și combustibil nuclear provenind din Federația Rusă pe durata agresiunii neprovocate împotriva Ucrainei" | la comisii                                                            |
| 109      | 415/28.06.2022     | L353/2022         | Proiect de Lege privind schimbul de date între sisteme informatice și crearea Platformei Naționale de Interoperabilitate | Lege 242/2022                                                         |
| 110      | 416/29.06.2022     |                   | Propunere legislativă pentru modificarea și completarea Ordonanței de urgență a Guvernului nr.57/2019 privind Codul administrativ | la comisii                                                            |
| 111      | 417/29.06.2022     |                   | Propunere legislativă pentru modificarea și completarea Legii educației naționale nr.1/2011 | la comisii                                                            |
| 112      | 463/06.09.2022     | L366/2022         | Proiect de Lege pentru modificarea art.20 alin.(5) din Legea nr.51/1995 pentru organizarea și exercitarea profesiei de avocat | la comisii                                                            |
| 113      | 468/12.09.2022     | L275/2022         | Proiect de Lege privind modificarea și completarea Legii 122/2006 privind azilul în România | la comisii                                                            |
| 114      | 472/12.09.2022     | L316/2022         | Proiect de Lege pentru modificarea și completarea Legii nr.126/1995 privind regimul materiilor explozive | la comisii                                                            |
| 115      | 476/12.09.2022     | L394/2022         | Propunere legislativă pentru încurajarea unui stil de viață activ și sănătos prin modificarea și completarea Legii nr.227/2015 privind Codul fiscal | la comisii                                                            |
| 116      | 532/26.09.2022     | L464/2022         | Propunere legislativă pentru modificarea art.155 din Legea nr.286/2009 privind Codul penal | la comisii                                                            |
| 117      | 533/26.09.2022     | L468/2022         | Propunere legislativă pentru modificarea și completarea Ordonanței Guvernului nr.27/2011 privind transporturile rutiere | la comisii                                                            |
| 118      | 534/26.09.2022     | L476/2022         | Propunere legislativă privind modificarea Legii nr.227/2015 privind Codul fiscal | la comisii                                                            |
| 119      | 541/26.09.2022     | L420/2022         | Proiect de Lege pentru modificarea și completarea Legii 227/2015 privind Codul fiscal | la comisii                                                            |
| 120      | 561/04.10.2022     | L383/2022         | Proiect de Lege privind reglementarea tichetelor sociale pe suport electronic | la comisii                                                            |
| 121      | 564/04.10.2022     | L499/2022         | Proiect de Lege pentru modificarea și completarea art.6 din Legea educației fizice și sportului nr.69/2000 | la comisii                                                            |
| 122      | 567/04.10.2022     | L466/2022         | Propunere legislativă pentru completarea și modificarea Legii privind organizării și funcționării statisticii oficiale în România nr.226/2009 | la comisii                                                            |
| 123      | 570/04.10.2022     | L512/2022         | Propunere legislativă pentru modificarea art.46 din Legea nr.14/2003 a partidelor politice | la comisii                                                            |
| 124      | 580/11.10.2022     | L472/2022         | Propunere legislativă privind modificarea și completarea Ordonanței de Urgență nr.195 din 12 decembrie 2002 privind circulația pe drumurile publice*) - republicată | la comisii                                                            |
| 125      | BP307/06.05.2022   |                   | Propunere legislativă pentru abrogarea Capitolului XI din Legea nr.96/2006 privind Statutul deputaților și al senatorilor |                                                                       |
| 126      | BP544/30.06.2022   |                   | Proiect de Hotărâre privind completarea Regulamentului Camerei Deputaților din 24.02.1994 | la comisii                                                            |
| 127      | BP133/25.03.2021   |                   | Proiect de Hotărâre privind modificarea Regulamentului Camerei Deputaților | raport depus                                                          |
| 128      | BP387/25.05.2022   |                   | Propunere legislativă pentru modificarea art.25 alin.(1) și art.32 lit.i) din Ordonanța Guvernului nr.2/2000 privind organizarea activității de expertiză tehnică judiciară și extrajudiciară | la Senat                                                              |
| 129      | BP731/06.10.2022   | L571/2022         | Proiect de Lege pentru completarea art.1 alin.(1) din Legea nr.176/010 privind integritatea în exercitarea funcțiilor și demnităților publice, pentru modificarea și completarea Legii nr.144/2007 privind înființarea, organizarea și funcționarea Agenției Naționale de Integritate, precum și pentru modificarea și completarea altor acte normative                                                   | adoptat de Senat                                                      |
| 130      | BP728/06.10.2022   | L412/2022         | Proiect de Lege pentru modificarea și completarea Legii nr.678/2001 privind prevenirea și combaterea traficului de persoane, precum și pentru completarea Ordonanței de urgență nr.97/ 2005 privind evidența, domiciliul, reședința și actele de identitate ale cetățenilor români | adoptat de Senat                                                      |
| 131      | BP712/04.10.2022   | L465/2022         | Propunere legislativă privind registrul unic de control | respinsa de Senat                                                     |
| 132      | BP199/20.04.2021   |                   | Proiect de Hotărâre privind completarea Regulamentului Camerei Deputaților | respins                                                               |
| 133      | BP431/08.06.2022   |                   | Propunere legislativă privind modificarea și completarea Legii nr.227/2015 privind Codul Fiscal, de susținere a bibliotecilor prin reglementarea facilității de direcționare a 3,5 %din impozitul pe venit către bibliotecile de drept public cu personalitate juridică de către contribuabilii persoane fizice                                                                                           | la Senat                                                              |
| 134      | BP511/28.06.2022   |                   | Propunere legislativă pentru completarea Legii nr.95/2006 privind reforma în domeniul sănătății | la Senat                                                              |
| 135      | BP504/24.06.2022   |                   | Propunere legislativă pentru modificarea și completarea Ordonanței Guvernului nr.27/2011 privind transporturile rutiere | la Senat                                                              |
| 136      | BP592/13.09.2022   |                   | Propunere legislativă pentru completarea Legii nr.290/2004 privind cazierul judiciar | la Senat                                                              |
| 137      | BP707/04.10.2022   | L519/2022         | Proiect de Lege pentru completarea Legii nr.227/2015 privind Codul fiscal | adoptat de Senat                                                      |
| 138      |                    | B309/2022         | Propunere legislativă pentru abrogarea Capitolului XI din Legea nr.96/2006 privind Statutul deputaților și al senatorilor | înregistrat la Senat pt. dezbatere                                    |
| 139      |                    | B564/2022         | Propunere legislativă pentru protejarea românilor și întreprinderilor românești de criza energetică | înregistrat la Senat pt. dezbatere                                    |
| 140      |                    | B592/2022         | Propunere legislativă pentru modificarea Legii nr.120 din 29 mai 2015 privind stimularea investitorilor individualiÂbusiness angels | înregistrat la Senat pt. dezbatere                                    |
| 141      |                    | L511/2022         | Propunere legislativă pentru modificarea și completarea Ordonanței de urgență a Guvernului nr.155/2001 privind aprobarea programului de gestionare a câinilor fără stăpân | înscris pe ordinea de zi                                              |
| 142      |                    | B565/2022         | Propunere legislativă pentru înființarea Registrului național al gravidelor și mamelor minore, precum și pentru modificarea și completarea Legii nr.272/2004 privind protecția și promovarea drepturilor copilului | înregistrat la Senat pt. dezbatere                                    |
| 143      |                    | L239/2022         | Propunere legislativă pentru modificarea și completarea art.18 din Legea nr. 211/2004 privind unele măsuri pentru asigurarea informării, sprijinirii și protecției victimelor infracțiunii, precum și pentru modificarea și completarea art.6 lit.e) din Legea nr.217 din 2003 pentru prevenirea și combaterea violenței domestice                                                                        | Retras de către inițiator                                             |
| 144      |                    | L462/2022         | Propunere legislativă pentru modificarea și completarea Legii nr.217/2016 privind diminuarea risipei alimentare | Comisia sesizată în fond a depus raportul                             |
| 145      |                    | L573/2022         | Propunere legislativă pentru completarea Legii nr.95/2006 privind reforma în domeniul sănătății | înscris pe ordinea de zi                                              |
| 146      |                    | L475/2022         | Propunere legislativă pentru modificarea și completarea Legii nr.165/2013 privind măsurile pentru finalizarea procesului de restituire, în natură sau prin echivalent, a imobilelor preluate în mod abuziv în perioada regimului comunist în România | în lucru, la comisiile permanente ale Senatului                       |
| 147      |                    | L567/2022         | Propunere legislativă pentru modificarea și completarea unor acte normative pentru întărirea capacității de furnizare de servicii electronice către cetățenii români cu domiciliul sau reședința în străinătate | Retras de către inițiator                                             |
| 148      |                    | L564/2022         | Propunere legislativă pentru stimularea investițiilor în eficiență energetică și modificarea art.291 alin.(3) din Legea 227/2015 Codul Fiscal | înscris pe ordinea de zi                                              |
| 149      |                    | L484/2022         | Propunere legislativă privind modificarea și completarea Legii nr.227/2015 privind Codul Fiscal, de susținere a bibliotecilor prin reglementarea facilității de direcționare a 3,5% din impozitul pe venit către bibliotecile de drept public cu personalitate juridică de către contribuabilii persoane fizice                                                                                           | înscris pe ordinea de zi                                              |
| 150      |                    | B617/2021         | Propunere legislativă pentru completarea Ordonanței Guvernului nr.124/1998 privind organizarea și funcționarea cabinetelor medicale | înregistrat la Senat pt. dezbatere                                    |
| 151      |                    | L93/2022          | Propunere legislativă pentru completarea Ordonanței Guvernului nr.124/1998 privind organizarea și funcționarea cabinetelor medicale | Retras de către inițiator                                             |
| 152      |                    | L496/2021         | Propunere legislativă pentru completarea art.(15 indice 1) la Legea nr.248/2005 privind regimul liberei circulații a cetățenilor români în străinătate | Retras de către inițiator                                             |
| 153      |                    | B563/2022         | Propunere legislativă pentru reducerea poverii fiscale pe muncă | înregistrat la Senat pt. dezbatere                                    |
| 154      |                    | B591/2022         | Propunere legislativă pentru modificarea Legii nr.102 din 19 mai 2016 privind incubatoarele de afaceri | înregistrat la Senat pt. dezbatere                                    |
| 155      |                    | L551/2022         | Propunere legislativă pentru modificarea și completarea Ordonanței Guvernului nr.27/2011 privind transporturile rutiere | înscris pe ordinea de zi                                              |
| 156      |                    | B566/2022         | Propunere legislativă pentru completarea Legii nr.290/2004 privind cazierul judiciar | înregistrat la Senat pt. dezbatere                                    |
| 157      |                    | L154/2021         | Propunere legislativă pentru completarea Legii nr.55/2020 privind unele măsuri pentru prevenirea și combaterea efectelor pandemiei de COVID-19 | A devenit Legea nr.221/26.07.2021 publicată în M.O. nr.732/26.07.2021 |
| 158      |                    | L188/2021         | Propunere legislativă pentru modificarea și completarea Legii nr.96/2006 privind Statutul deputaților și al senatorilor | în lucru, la comisiile permanente ale Senatului                       |
| 159      |                    | L467/2022         | Propunere legislativă pentru modificarea art.25 alin.(1) și art.32 lit.i) din Ordonanța Guvernului nr.2/2000 privind organizarea activității de expertiză tehnică si judiciară și extrajudiciară | înscris pe ordinea de zi                                              |
| 160      |                    | L555/2022         | Propunere legislativă pentru modificarea și completarea Legii nr.448/2006 privind protecția și promovarea drepturilor persoanelor cu handicap | în lucru, la comisiile permanente ale Senatului                       |
| 161      |                    | L375/2022         | Propunere legislativă pentru modificarea Ordonanței de urgență a Guvernului nr.91/2021 privind aprobarea continuării Programului-pilot de acordare a unui suport alimentar pentru preșcolarii și elevii din 150 de unități de învățământ preuniversitar de stat | Retras de către inițiator                                             |
| 162      |                    | B439/2021         | Propunere legislativă privind asigurarea accesului persoanelor fizice la servicii de internet în bandă largă, la punct fix | Retras de către inițiator                                             |
| 163      |                    | B596/2021         | Propunere legislativă privind completarea Legii nr.96/2006 - Statutul deputaților și senatorilor | înregistrat la Senat pt. dezbatere                                    |
| 164      |                    | L563/2022         | Propunere legislativă privind măsurile necesare pentru realizarea de operațiuni pentru exploatarea energiei eoliene offshore | Comisia sesizată în fond a depus raportul                             |
| 165      |                    | B590/2022         | Propunere legislativă pentru modificarea și completarea legii nr.504/2002 a audiovizualului, precum și a legii nr.334/2006 privind finanțarea activității partidelor politice și a campaniilor electorale | înregistrat la Senat pt. dezbatere                                    |
| 166      |                    | L520/2022         | Propunere legislativă privind modificarea și completarea Legii nr.263/2010 privind sistemul unitar de pensii publice și a Legii nr.127/2019 privind sistemul public de pensii | Comisia sesizată în fond a depus raportul                             |
| 167      |                    | L213/2022         | Propunere legislativă âVoluntari pentru crize umanitare' privind stabilirea unor măsuri de protecție socială a persoanelor care participă la activități de voluntariat pentru crize umanitare și/sau dezastre | Retras de către inițiator                                             |
| 168      |                    | L549/2022         | Propunere legislativă pentru modificarea și completarea Legii educației fizice și sportului nr.69/2000 | în lucru, la comisiile permanente ale Senatului                       |
| 169      |                    | L52/2021          | Propunere legislativă pentru modificarea și completarea Legii nr.96/2006 privind Statutul deputaților și al senatorilor | în lucru, la comisiile permanente ale Senatului                       |